# Clarion (Iowa)
Pour les articles homonymes, voir Clarion.
La ville américaine de Clarion est le siège du comté de Wright, dans l’État de l’Iowa. Elle comptait 2 968 habitants lors du recensement de 2000.

## Source
- (en) Cet article est partiellement ou en totalité issu de l’article de Wikipédia en anglais intitulé « Clarion, Iowa » (voir la liste des auteurs).